# Круминя, Олга Ансовна
Олга Ансовна Кру́миня (латыш. Olga Krūmiņa; 17 ноября 1909 — 15 сентября 1992) — советская и латвийская актриса, театральный деятель. Заслуженная артистка Латвийской ССР (1954).

## Биография
Олга Круминя (в замужестве Олга Митревица) родилась 17 ноября 1909 года в Риге, в семье мастера-портного Ансиса Круминьша.
Окончила 2-ю Рижскую городскую гимназию (1927) и театральные курсы Э. Фелдманиса (1931).
Актриса Театра «Дайлес» (1931—1943) и Драматического театра им. А. Упита (1944—1961). Была директором Дома работников искусств, вела активную работу в Союзе театральных деятелей.
Снималась в фильмах режиссёров Рижской киностудии. В кино дебютировала в роли Лавизе в экранизации романа Вилиса Лациса «К новому берегу» (1954) режиссёра Леонида Лукова.

## Творчество

### Роли в театре

#### Театр Дайлес
- 1934 — «Фиалка Монмартра» Имре Кальмана — Нинона
- 1935 — «Старожил» Аугуста Деглава — Ализе
- 1936 — «Дикие люди» Екаба Яншевского — Илзе
- 1937 — «Пушкин» Якова Грота — Наталия Гончарова
- 1937 — «Зелёный луг» Я. Бенеша — Ханчи
- 1938 — «Мельничиха» Волдемара Саулескалнса и О. Карлиса — Анниня
- 1939 — «Венский вальс» А. Вилнера и Х. Рейгерта — Графиня Леванда
- 1939 — «Песни Венты» В. Зондберга и Б. Сосара — Мелания
- 1940 — «Волшебное пламя» Е. Кинека — Долорес
- 1942 — «Поэт и роза» Валдиса Гревиньша — Гриета

#### Народный театр
- 1943 — «Счастливое путешествие» Е. Кинека — Лона Вондергофф
- 1943 — «Меланхоличный вальс» В. Лапениекса — Олга

#### Драматический театр им. А. Упита
- 1945 — «Невестка» Вилиса Лациса — Зента
- 1945 — «День чудесных обманов» Ричарда Шеридана — Леонора
- 1946 — «Последние» Максима Горького — Надежда
- 1948 — «Собака на сене» Лопе де Веги — Марсела
- 1949 — «Испанский священник» Джона Флетчера — Виоланта
- 1950 — «Девушка с кувшином» Лопе де Веги — Анна
- 1951 — «Варвары» Максима Горького — Лидия Павловна
- 1952 — «Дон Хиль Зелёные Штаны» Тирсо де Молины — Хуана
- 1953 — «Цеплис» по роману Павила Розитиса — Аустра
- 1954 — «Сон в летнюю ночь» Уильяма Шекспира — Титания
- 1955 — «На дне» Максима Горького — Настя
- 1955 — «Солдатская шинель» Арвида Григулиса — Ираина Пеле
- 1957 — «Полёт чайки» Андрея Упита — Фрида Гулбе
- 1957 — «Метёт метель…» Жана Гривы — Баронесса Вольф
- 1959 — «Гамлет» Уильяма Шекспира — Гертруда

### Фильмография
- 1954 — К новому берегу — Лавизе
- 1954 — Причины и следствия — Зевалда
- 1963 — Укротители велосипедов — директор школы
- 1965 — Клятва Гиппократа — Бельская
- 1966 — Я всё помню, Ричард
- 1970 — Белая земля — мать Риттера
- 1971 — Человек в проходном дворе — Тийна Лаанеметс
- 1973 — Опознание — Кинес
- 1973 — Красный агат
- 1973 — Антиквары
- 1975 — Обретёшь в бою
- 1975 — Лето мотоциклистов
- 1975 — В клешнях чёрного рака
- 1977 — Отблеск в воде
- 1978 — Театр
- 1980 — Вечерний вариант — Рута Яновна
- 1985 — Сон в руку, или Чемодан
- 1985 — Проделки сорванца — фру Петрель

## Признание и награды
- 1954 — Заслуженная артистка Латвийской ССР
- 1956 — Медаль «За трудовое отличие»[2]